# Gregor Narholz
Gregor Narholz est un compositeur autrichien né en 1969 à Munich (Allemagne).

## Filmographie
- 1996 : Tikal
- 1996 : Teohuatican
- 1996 : Schauplätze der Weltkulturen: Ägypten und das Niltal (TV)
- 1996 : The Oval Portrait
- 1996 : Kyoto und die Zen-Kultur (TV)
- 1996 : Kyoto - Part 3 (TV)
- 1996 : Kyoto - Part 2 (TV)
- 1996 : Kyoto - Part 1 (TV)
- 1997 : Scarmour
- 1997 : Lhasa
- 1997 : Damaskus: Paradies auf Erden (TV)
- 1997 : Chartres
- 1998 : Indus
- 1998 : Florenz und der Geist der Renaissance (TV)
- 1998 : El Escorial
- 1998 : Damaskus: Das christliche Erbe (TV)
- 1998 : Damaskus: Das islamische Erbe (TV)
- 1998 : Sinbad: The Battle of the Dark Knights
- 1999 : Almost
- 1999 : Hot Dogs: Wau - wir sind reich!
- 2000 : 6 auf See
- 2000 : Champollion : Un scribe pour l’Égypte (TV)
- 2002 : Kaante
- 2003 : Der Aufbruch
- 2003 : Livvagten (TV)
- 2003 : Tilbage til Bagdad (TV)
- 2004 : Bob l'éponge, le film (The SpongeBob SquarePants Movie)
- 2005 : Die Spur im Schnee
- 2008 : Boe, l'elfe joueur de bowling
- 2013 : Jalousie maladive (TV)
- 2014 : Dolomites 1915